# Glen Ghost och Fuzzurama Records
Glenghost/Fuzzurama Records är två skivbolag, Glen Ghost Records och Fuzzorama Records, som samarbetar för vissa releaser. Hittills har deras samarbete resulterat i två skivor; El Gordos The man behind the machine och Mac Blagicks självbetitlade album, båda släppta 2007.